# Joe Foss

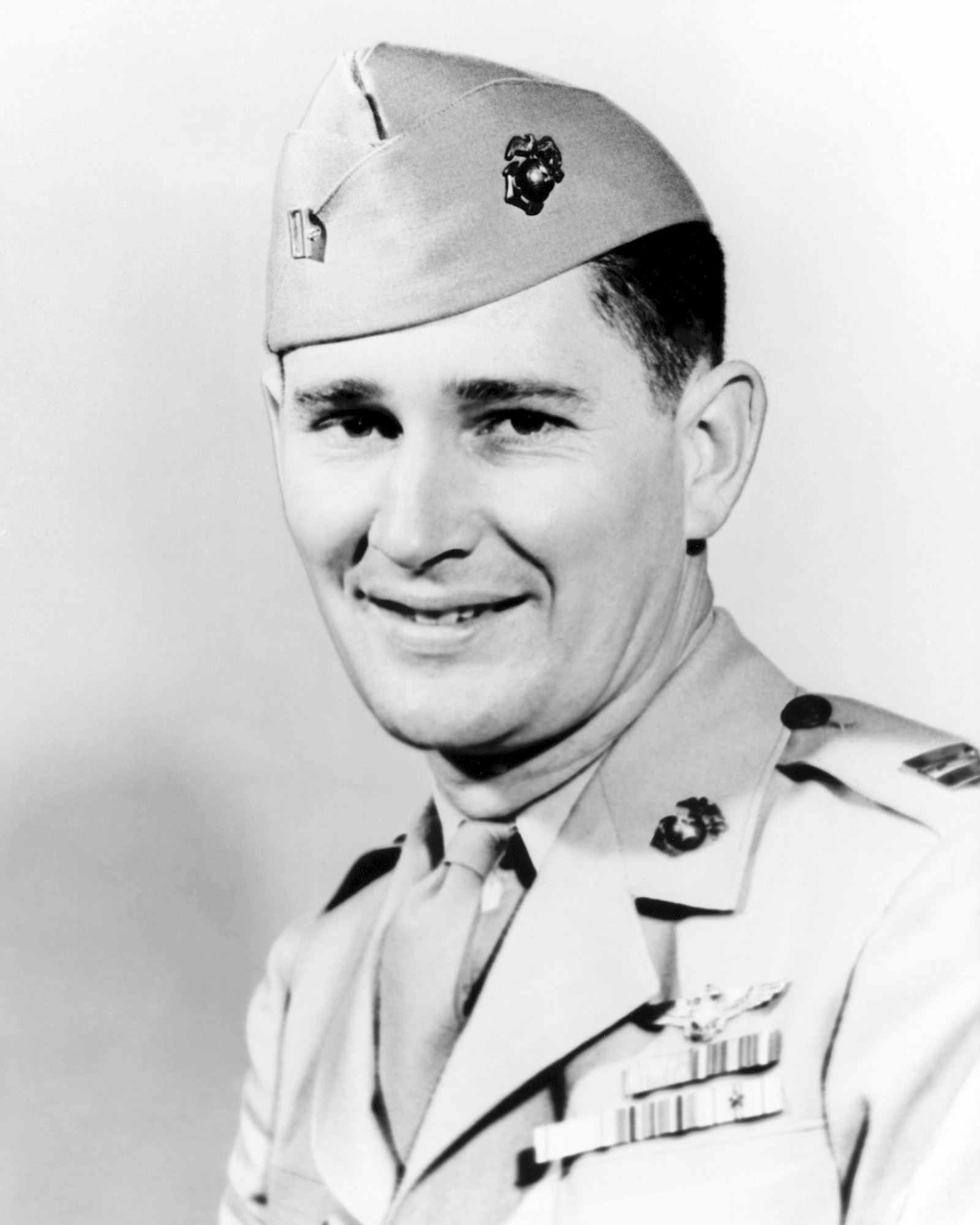
Joe Foss (1942)

Joseph Jacob „Joe“ Foss (* 17. April 1915 in Sioux Falls, South Dakota; † 1. Januar 2003 in Scottsdale, Arizona) war ein US-amerikanischer Politiker und von 1955 bis 1959 der 20. Gouverneur des Bundesstaates South Dakota.

## Frühe Jahre und militärische Karriere
Joe Foss besuchte das Sioux Falls College und das Augustana College. Anschließend studierte er bis 1940 an der University of South Dakota. Während des Zweiten Weltkrieges war er Marineflieger in der Staffel VMF-121. Er war im pazifischen Raum eingesetzt, wo er sich mehrfach auszeichnete und viele Orden verliehen bekam, darunter die Congressional Medal of Honor, die ihm 1943 von Präsident Franklin D. Roosevelt persönlich verliehen wurde. Ferner erhielt er den Bronze Star, den Silver Star und das Purple Heart. Mit insgesamt 26 Abschüssen war er der erfolgreichste Pilot des Marine Corps während des Zweiten Weltkrieges. Später nahm Foss auch als Ausbilder bei der neuen US-Luftwaffe am Koreakrieg teil. Danach war er als Brigadegeneral in der Nationalgarde und der Reserve der Luftwaffe.

## Abgeordneter und Gouverneur
Nach dem Krieg blieb er auch privat der Fliegerei verbunden. Er betrieb in Sioux Falls einen Flugdienst und im Jahr 1953 gründete er die Foss Motor Company. Seit 1948 war Foss politisch aktiv. In diesem Jahr wurde er in das Repräsentantenhaus von South Dakota gewählt, in dem er bis 1950 verblieb. Bereits im Jahr 1950 bewarb er sich um die Nominierung der Republikanischen Partei für das Amt des Gouverneurs. Damals scheiterte er aber in den Vorwahlen. Vier Jahre später schaffte er nicht nur die Nominierung, sondern auch den Sieg bei der eigentlichen Gouverneurswahl.
Foss trat sein Amt am 4. Januar 1955 an. Nach einer Wiederwahl im Jahr 1956 konnte er es bis zum 6. Januar 1959 ausüben. In dieser Zeit förderte er den industriellen Aufschwung seines Staates. Er ließ öffentliche Gebäude renovieren und setzte sich für die Bildungspolitik ein. Außerdem wurde die Verwaltung und die Steuergesetzgebung reformiert.

## Weiterer Lebenslauf
Noch während seiner Amtszeit bewarb sich Foss im Jahr 1958 um einen Sitz im US-Repräsentantenhaus. Bei den Wahlen verlor er aber gegen George McGovern. Danach widmete sich Foss wieder der Fliegerei. Außerdem war er zwischen 1960 und 1966 Commissioner der American Football League. Darüber hinaus war er auch noch Moderator einer Fernsehsendung und bis 1990 Präsident der National Rifle Association. Joe Foss starb am Neujahrstag 2003. Er war zweimal verheiratet und hatte insgesamt drei Kinder.